# Kevin Hassett
Kevin Allen Hassett (Greenfield, 20 marzo 1962) è un economista statunitense.
Dal 20 gennaio 2025 ricopre la carica di Direttore del Consiglio economico nazionale.

## Biografia
Hassett, dopo la Greenfield High School, ha conseguito la laurea con lode in economia presso lo Swarthmore College e il dottorato di ricerca in economia presso l'Università della Pennsylvania con la supervisione di Alan J. Auerbach.
Hassett è stato professore associato di economia alla Columbia Business School dal 1989 al 1993 e professore associato dal 1993 al 1994.
Dal 1992 al 1997 è stato economista presso la Divisione di ricerca e statistica del Federal Reserve Board of Governors.
Hassett è entrato a far parte dell'American Enterprise Institute come resident scholar nel 1997, occupandosi di politica fiscale, questioni energetiche e investimenti nel mercato azionario.
Con Glenn Hubbard ha pubblicato vari studi sul surplus di bilancio, sulla disuguaglianza dei redditi e sulla riforma fiscale.
Ha pubblicato anche libri e articoli sulla tassazione del capitale, sulla congruenza della politica fiscale, sui rendimenti degli investimenti nel risparmio energetico, sulla tassazione delle imprese, sulla concorrenza nel settore delle telecomunicazioni, sugli effetti della tassazione sui salari, sulla tassazione dei dividendi e sulle carbon tax.
Nel 1999, prima che scoppiasse la bolla delle dot-com, ha pubblicato con James K. Glassman Dow 36,000: The New Strategy for Profiting From the Coming Rise in the Stock Market, nel quale sostenevano che l'indice azionario Dow Jones, che all'epoca della pubblicazione del libro era a quota 10.273, sarebbe arrivato entro pochi anni a quota 36.000.
Paul Krugman, futuro Premio Nobel per l'economia, ha sostenuto che il libro conteneva errori aritmetici di base.
Nel luglio 2007 Hassett ha sostenuto che gli Stati Uniti «sembrano essere una nazione dalla parte sbagliata della curva di Laffer: potremmo raccogliere più entrate con un'aliquota fiscale aziendale più bassa». Economisti e commentatori hanno definito ingannevole un grafico che aveva utilizzato per sostenere il suo ragionamento.
Hassett è stato il principale consigliere economico di John McCain nelle elezioni primarie del Partito Repubblicano del 2000, consigliere economico nella campagna presidenziale del 2004 di George W. Bush, della campagna presidenziale del 2008 di McCain, della campagna presidenziale del 2012 di Mitt Romney.
Hassett ha scritto articoli su quotidiani come The New York Times, The Washington Post e The Wall Street Journal; tiene una rubrica mensile per National Review e, dal 2005, una rubrica settimanale per Bloomberg.

### Prima Presidenza Trump
Nel 2017 è stato nominato dal neoeletto Presidente Trump presidente del Consiglio dei Consulenti Economici.
Secondo il New York Times, questa nomina è stata accolta negativamente da alcuni gruppi anti-immigrazione come Breitbart News, American Renaissance e Center for Immigration Studies. Hassett, «come la maggior parte degli economisti [...] ritiene che l'immigrazione stimoli la crescita economica».
In diverse interviste tra agosto e dicembre 2017 Hassett aveva etichettato l'Irlanda come un paradiso fiscale, in difesa del «Tax Cuts and Jobs Act» (TCJA), entrato in vigore il 1º gennaio 2018.
Nel luglio 2018 Seamus Coffey, presidente dell'Irish Fiscal Advisory Council e autore della revisione del codice tributario irlandese delle società adottato nel 2016, ha affermato che l'Irlanda potrebbe assistere a un "boom" nell'onshoring della proprietà intellettuale statunitense, tramite lo strumento Base Erosion and Profit Shifting (BEPS) delle detrazioni per le attività immateriali (Capital Allowances for Intangible Assets, CAIA)), rafforzato dalla legislazione TCJA di Hassett.
Il 6 febbraio 2019 Brad Setser del Council on Foreign Relations ha scritto un articolo sul New York Times evidenziando i fallimenti del «Tax Cuts and Jobs Act» nell'affrontare l'uso dei paradisi fiscali da parte delle aziende statunitensi e per quale motivo il TCJA ha incentivato l'uso dei paradisi fiscali da parte delle aziende statunitensi.
Il 2 giugno 2019 è stato comunicato che Hassett si sarebbe dimesso dal Consiglio dei Consulenti Economici nelle settimane successive.
Il 20 marzo 2020 è stato comunicato che Hassett sarebbe tornato temporaneamente alla Casa Bianca come consigliere del presidente Trump sulla politica economica durante la pandemia di COVID-19.
Il 15 aprile 2020 la Casa Bianca ha comunicato la nomina di Hassett a consigliere senior.
Hassett, che non aveva esperienza nella profilazione delle malattie infettive, ha costruito un modello che prevedeva un numero di decessi per COVID-19 molto inferiore a quello effettivamente verificatosi, mentre in successive analisi aveva fornito cupe previsioni sugli effetti economici negativi, come una riduzione del 40% del PIL e un numero di disoccupati sino al 20%.
Il modello elaborato da Hassett prevedeva che i decessi per COVID-19 avrebbero raggiunto il picco a metà aprile, per poi scendere quasi a zero entro il 15 maggio.
Il modello di Hassett contraddiceva le valutazioni degli esperti di sanità pubblica.
Dentro l'amministrazione Trump, Hassett incoraggiava a riaprire le attività economiche negli Stati Uniti.
All'inizio di maggio 2020 Hassett ha affermato che potrebbe non esserci bisogno di ulteriori aiuti economici per il COVID-19, invocando la possibilità che le economie in quasi tutti gli Stati possano essere riaperte entro la fine di maggio.
Il modello di Hassett contraddiceva le valutazioni degli esperti di sanità pubblica ed è stato criticato da studiosi e commentatori.

### Seconda Presidenza Trump
Secondo quanto riferito, Hassett è stato selezionato per la nomina a Presidente della Federal Reserve nel caso che Donald Trump venisse rieletto nel 2024.
Il 26 novembre 2024 Donald Trump, rieletto per la seconda volta, ha comunicato che Hassett sarebbe divenuto il nuovo direttore del Consiglio economico nazionale.
Da subito Hassett ha condiviso le minacce tariffarie di Trump contro altri paesi.
Nel febbraio 2025, intervistato sulle minacce tariffarie del presidente Trump contro il Canada, ha affermato di aver assistito a due incidenti collegati alla droga a Edmonton e ha sostenuto che «il Canada ha un'emergenza con la droga e si sta riversando negli Stati Uniti».
Nel corso di un'intervista con la rubrica domenicale This Week dell'ABC in merito alla decisione del presidente Trump sui dazi decisi il 2 aprile 2025 (battezzato come Liberation Day), Hassett ha commentato: «Non penso che vedremo un grande effetto sui consumatori negli Stati Uniti. [...] Ho ricevuto un rapporto ieri sera secondo cui più di 50 paesi hanno contattato il presidente per iniziare una negoziazione».

## Opere
- (EN) Kevin A. Hassett and R. Glenn Hubbard, The Magic Mountain: A Guide to Defining and Using a Budget Surplus, Washington, DC, American Enterprise Institute, 1999, ISBN 0-8447-7127-9.
- (EN) Kevin A. Hassett and R. Glenn Hubbard, Transition Costs of Fundamental Tax Reform (PDF), Washington, DC, American Enterprise Institute, 2001, ISBN 0-8447-4112-4.
- (EN) Kevin A. Hassett and R. Glenn Hubbard (a cura di), Inequality and Tax Policy (PDF), Washington, DC, American Enterprise Institute, 2001, ISBN 0-8447-4144-2.